# Siba Shakib
Siba Shakib, née le 31 décembre 1969 à Téhéran, est une journaliste, une écrivaine et une réalisatrice iranienne.

## Formation
Née à Téhéran, en Iran, fille d'un père iranien et d'une mère allemande, elle grandit en Iran où elle fait des études qu'elle prolonge en Allemagne, à l'université de Heidelberg.
Avant d'écrire son premier roman, elle est journaliste musicale et présentatrice de radio, réalisant des interviews de stars telles que Miles Davis et Mick Jagger. Au début des années 1990, elle travaille principalement dans deux pays: l'Iran, et l'Afghanistan. Un de ses films, A Flower for the Women of Kaboul  (Une fleur pour les femmes de Kaboul), sort en 1998, pour le cinquantième anniversaire de la Déclaration universelle des droits de l'homme. Elle utilise une partie du  produit des ventes  du film et de ses livres pour aider la construction d'un centre de la femme à Kaboul. Elle est à New York, travaillant sur son premier roman, Afghanistan, Where God Only Manges to Weep, lorsque les attentats du 11 septembre 2001 s'y déroulent. Pendant une semaine, elle aide la télévision allemande ARD à analyser et commenter les faits. Lorsque l'Allemagne déploie un contingent  au sein de la Force internationale d'assistance à la sécurité (Fias) de l'OTAN, le ministère allemand de la défense fait appel à elle pour sa connaissance de l'Afghanistan dans la préparation de cette mise en place,.
Son roman, Afghanistan, Where God Only Manges to Weep est traduit dans une vingtaine de langues et il reçoit de nombreux prix et  récompenses. Le deuxième roman, Samira et Samir est aussi un succès,. En 2009, elle écrit également plusieurs monologues et duologues inclus dans un programme théâtral, consacré à l'histoire de l'Afghanistan, et conçu par Nicolas Kent et Indhu Rubasingham. Elle y évoque avec humour des figures féminines historiques de l'Afghanistan, telle que Malalai Anaa, victorieuse des Britanniques en 1880 lors de la Bataille de Maiwand,.
Elle vit entre New York, Dubaï, l'Italie, et l'Allemagne,.

## Œuvre

### Ouvrages
- Afghanistan, Where God Only Comes to Weep (2002) Century,  (ISBN 978-0-7126-2339-1)
- Samira and Samir (2005), Arrow Books Ltd,  (ISBN 978-0-09-946644-4)
- Eskandar, (2009), Randomhouse Bertelsmann,  (ISBN 3-570-00968-8)  (ISBN 978-3570009680)

### Films
- Iran - 10 year post Revolution (1989), réalisatrice
- Shoes - a little psychology (1992), réalisatrice
- Tonino the Camora (1995), réalisatrice
- And Hope Remains: the story of a child soldier (1996), réalisatrice et scénariste
- Alone in Afghanistan - the story of a nurse and her hospital (1997) réalisatrice
- A Flower for the Women in Kabul - 50 years UN (1998), réalisatrice, 1er prix, Prix allemand du Film sur les Droits de l'Homme 1998

### Théâtre
- Intermèdes inclus dans le programme théâtral The Great Game: Afghanistan dirigé par Nicolas Kent et Indhu Rubasingham et joué au Tricycle Theatre, de Kilburn[4],[5],[6],[7].